# عنظوان
عُنْظُوَان (الاسم العلمي: Liatris))، جنس نباتات مُزهرة من فصيلة النجمية، موطنها الأم أمريكا الشمالية (كندا والولايات المتحدة والمكسيك وجزر البهاما). الاسم الأكثر شيوعًا له هو النجم الساطع. تُستخدم بعض الأنواع كنباتات زخرفية، وأحيانًا في باقات الزهور.